# تلمبة اكبر أباد (نغار بردسير)
تلمبة اکبر أباد (بالإنجليزية: Tolombeh-ye Akbarabad, Bardsir)‏ هي مستوطنة تقع في إيران في كرمان.